# Juhani Leppälä
Johan (Juhani) Fredrik Leppälä (Nummi, 10 de maio de 1880 – Porvoo, 15 de dezembro de 1976) foi um professor e político finlandês que serviu como ministro sem pasta no terceiro governo de Kyösti Kallio.

## Vida
Nascido em Nummi, Juhani era órfão de pai e quando jovem se sustentou trabalhando como ajudante de pedreiro e comerciante. Em 1902, formou-se como professor e começou a lecionar no município rural de Sortavala. Foi indicado como candidato para as primeiras eleições parlamentares, em 1907. Como integrante do Parlamento, atuou para resolver os problemas da República da Carélia, exigindo melhores condições de vida para a região, muitas vezes desprezada.
Durante a Primeira Guerra Mundial, deixou a profissão de docente e tornou-se um consultor da Pellervo-Seura, uma associação finlandesa que promove atividades cooperativas no país. Mesmo assim, continuou defendendo os interesses dos carélios. Após a independência da Finlândia, retornou ao parlamento por dois mandatos: o primeiro, entre 1919 e 1921; e o segundo, entre 1927 e 1951. Foi nomeado ministro sem pasta no terceiro governo de Kyösti Kallio, atuando como um segundo ministro dos Assuntos Sociais. No verão de 1930, o governo cedeu às exigências do Lapua, um movimento de extrema-direita, o que limitou as atividades do governo.
Durante o período como parlamentar, defendeu melhores condições no sistema educacional e ficou conhecido por implementar um programa de escolas cívicas. Depois da Guerra da Continuação, mudou-se para Askola, onde viveu como fazendeiro. Faleceu em 15 de dezembro de 1976.